# Bandungrejosari
Bandungrejosari is een bestuurslaag in het regentschap Malang van de provincie Oost-Java, Indonesië. Bandungrejosari telt 29.074 inwoners (volkstelling 2010).